# ドリームス (クランベリーズの曲)
「ドリームス」（Dreams）は、アイルランドのロック・バンドのクランベリーズのデビュー・シングルである。1992年9月にアイランド・レコードより発売され、後にバンドのデビュー・アルバム『ドリームス』（1993年）に収録された。この曲は1994年初頭にアメリカのHot 100のトップ50と全英シングルチャートのトップ30にランクインした。1990年のデモ・バージョンはバンド初期のクランベリー・ソー・アス名義で同年夏にアイルランドのみで発売された。曲の最後でバンドのリード・シンガーであるドロレス・オリオーダンの元恋人のマイク・マホーニーがバッキング・ボーカルを歌っている。
2017年、バンドのアルバム『Something Else』でこの曲のアコースティック・バージョンが収録された。

## 背景
リード・シンガーのドロレス・オリオーダンによると「ドリームス」は若年期の恋のために書いた作品であり、彼女は「アイルランドに住んでいた頃の初恋について書いた。（中略）初めて本当に恋した気持ちについて書いたのです」と説明した。この曲は後に「リンガー」と一緒にデモ・テープで発表され、バンドの盛り上がりに貢献した。
2019年の『ニュー・ミュージカル・エクスプレス』のインタビューでギタリストのノエル・ホーガンはこの曲について次のように語っている:
ドロレスが亡くなって初めて「リンガー」や「ドリームス」のような曲がわかるようになった。それらは私たちにとってセットリストの中の曲でしかなく、他の皆はそれらのことで頭がいっぱいだった。そして今それらを聴くと、若い人々にとってどれほど素晴らしいかがわかるが、1年前まではそのことをまったく理解していなかった。私たちはそれを生涯で何度も演奏し、セットの一部になっていたけれど、今は違う。私たちはそれを残し、遺産にすることができてとても幸運だ。

## 批評家の反応
1992年の発売時に『メロディ・メイカー』のイアン・ギティンズは「ドリームス」をシングル・オブ・ザ・ウィークに選んだ。彼は「酔わせるような、魅惑的な、聖地を横切る繊細なワルツ」と賞賛し、「さあ、いますぐ『ドリームス』の繊細かつ深遠な喜びを楽しもう。クレンベリーズがこれほど素晴らしくなくことは2度とないかもしれない」と締めくくった。1994年の再発売の際に同誌のポール・マサーは「リンガー」ほどの高みに達していないと感じた。『ミュージック・ウィーク』のアラン・ジョーンズは「長く続く『リンガー』とは全く異なるトラックである『ドリームス』はよりアップテンポな曲で、メロディックではないが、それでも良い出来だ」と評した。『スマッシュ・ヒッツ』のリーサ・ダニエルズはこの曲を5点満点中4点とし、「素晴らしい」フォローアップ曲だと賞賛した。彼女は「ツンツンしたギターと派手なドラムで冒頭からあなたを夢中にさせる。そして落ち着きを取り戻し、ドロレスが天使のように歌い出す」と書いた。『スピン』のチャールズ・アーロンは「モダン・イングリッシュの『アイ・メルト・ウィズ・ユー』のドラムビートに乗せてシネイディッシュが慟哭する。ヤバい。しかしこのビデオを耐え抜いた後、シンガーのドロレス・オリオーダンには白馬で小走りしたり田舎でいい男を掘り起こすよりももっと魅力的な夢を持ってほしいものだ」とコメントした。

## ミュージック・ビデオ
この曲のミュージック・ビデオには3つのバージョンが存在する。最初のバージョンではドロレス・オリオーダンが『ドリームス』のアルバム・カバーで見られるオリジナルのヘアスタイルで登場する。ビデオはオリオーダンを中心に展開し、彼女が十字架を背もたれにした椅子に座ったり、顔と目がクローズアップされている間、他のバンドメンバーがビデオを通してフラッシュアップする。ビデオではオリオーダンがバック・ボーカルを担当していることを示すために彼女の鏡像が映し出され、終盤ではバンドメンバーが彼女の前で絶えずフェードイン、フェードアウトする。ビデオはジョン・メイベリーが監督した。
第2のバージョンでは幾何学的な花が水を浴びるショットが散りばめられており、薄暗い水をテーマとした部屋でクランベリーズが曲を演奏している。このビデオはバンドの次のシングル「リンガー」が発売され、「ドリームス」が世界中で再発売される前の1993年にMTVの『120 Minutes』で何度も放送された。ビデオはピーター・スキャメルが監督した。
ニコ・ソウルタナキスが監督した第3のバージョンではクランベリーズがナイトクラブで曲を演奏する場面から始まる。その後、ドロレス・オリオーダンは黒服の墓荒らしたちが大きな材木を運んだ小屋を訪れる。ドロレスがその材木に水をかけると1人の男がその中に埋まっていたことが明らかとなる。男は解放され、ビデオ終了の数秒前に目覚める。

## トラックリスト
| - 英国7インチおよびカセット・シングル 1. "Dreams" – 4:15 2. "What You Were" – 3:41 備考: 両フォーマットは1994年に再販売され、同じトラックが収録された。 - 英国12インチおよびCDシングル 1. "Dreams" – 4:32 (4:15 on CD) 2. "What You Were" – 3:41 3. "Liar" – 2:21 備考: CDは1994年に2枚組CDの1枚として再販売され、同じトラックが収録された。 - 英国CD2 (1994年) 1. "Not Sorry" (live at The Record Plant, Hollywood) 2. "Wanted" (live at The Record Plant, Hollywood) 3. "Dreams" (live at The Record Plant, Hollywood) 4. "Liar" (live at The Record Plant, Hollywood) | - 米国CDシングル 1. "Dreams" – 4:32 2. "What You Were" – 3:41 3. "Waltzing Back" (live at The Record Plant, Hollywood) – 4:01 4. "Pretty" (live at The Record Plant, Hollywood) – 2:11 - 米国カセット・シングル 1. "Dreams" – 4:32 2. "What You Were" – 3:41 - カナダCDシングル 1. "Dreams" – 4:32 2. "Linger" – 4:34 |

## チャート
| チャート (1993-1994)                     | 最高 順位 |
| ---------------------------------------- | --------- |
| オーストラリア (ARIA)                    | 30        |
| カナダ トップシングルス (RPM)            | 27        |
| カナダ アダルト・コンテンポラリー (RPM)  | 25        |
| アイルランド (IRMA)                      | 9         |
| スコットランド (Official Charts Company) | 31        |
| UK シングルス (OCC)                      | 27        |
| US Billboard Hot 100                     | 42        |
| US Alternative Airplay (Billboard)       | 15        |
| US Pop Airplay (Billboard)               | 33        |

| チャート (2018)                             | 最高 順位 |
| ------------------------------------------- | --------- |
| アイルランド (IRMA)                         | 24        |
| イタリア (FIMI)                             | 59        |
| ポーランド (Polish Airplay Top 100)         | 75        |
| スイス (Schweizer Hitparade)                | 77        |
| US Digital Songs (Billboard)                | 16        |
| US Hot Rock & Alternative Songs (Billboard) | 7         |

## 認定
| 国/地域                          | 認定     | 認定/売上数 |
| -------------------------------- | -------- | ----------- |
| イタリア (FIMI) 2009年以降       | Gold     | 35,000      |
| イギリス (BPI)                   | Platinum | 600,000     |
| 認定のみに基づく売上数と再生回数 |          |             |

## 発表史
| 地域              | 日付          | フォーマット                                 | レーベル   | 参照   |
| ----------------- | ------------- | -------------------------------------------- | ---------- | ------ |
| イギリス          | 1992年9月28日 | 7インチレコード 12インチレコード CD カセット | アイランド | [ 1 ]  |
| イギリス (再販売) | 1994年4月25日 | 7インチレコード CD1 カセット                 | アイランド | [ 44 ] |
| イギリス (再販売) | 1994年5月2日  | CD2                                          | アイランド | [ 45 ] |

## ダリオGのバージョン
イギリスのエレクトリック・ミュージック・トリオであるダリオGはこの曲を「Dream to Me」としてカバーし、イングリッド・ストラウムストイルがヴォーカルを担当した。2001年1月22日に2枚目のアルバム『In Full Colour』よりリード・シングルとして発売されたこのバージョンはルーマニアで1位、オーストリア、ドイツ、イギリスでトップ10入りを果たした。

### トラックリスト
| - 英国CDシングル 1. "Dream to Me" (radio edit) – 3:09 2. "Dream to Me" (Airscape remix) – 8:38 3. "Dream to Me" (Warrior mix) – 7:48 4. "Dream to Me" (video) - 英国12インチ・シングル A. "Dream to Me" (Airscape remix) – 8:38 B. "Dream to Me" (Warrior mix) – 7:48 - 英国カセット・シングル 1. "Dream to Me" (radio edit) – 3:09 2. "Dream to Me" (Airscape remix) – 8:38 | - 欧州CDシングル 1. "Dream to Me" (radio edit) – 3:09 2. "Dream to Me" (Airscape remix) – 8:38 - 欧州マキシCDおよび豪州CDシングル 1. "Dream to Me" (radio edit) – 3:09 2. "Dream to Me" (Airscape remix) – 8:38 3. "Dream to Me" (Warrior mix) – 7:48 4. "Dream to Me" (Ian Wilkie mix) – 8:05 |

### チャート
| チャート (2001)                          | 最高 順位 |
| ---------------------------------------- | --------- |
| Australia (ARIA)                         | 96        |
| オーストリア (Ö3 Austria Top 40)         | 8         |
| ベルギー (Ultratop 50 Flanders)          | 38        |
| ヨーロッパ (Eurochart Hot 100)           | 38        |
| ドイツ (GfK Entertainment charts)        | 9         |
| アイルランド (IRMA)                      | 16        |
| アイルランド・ダンス (IRMA)              | 5         |
| オランダ (Dutch Top 40)                  | 33        |
| オランダ (Single Top 100)                | 50        |
| ノルウェー (VG-lista)                    | 13        |
| ルーマニア (Romanian Top 100)            | 1         |
| スコットランド (Official Charts Company) | 4         |
| スペイン (PROMUSICAE)                    | 18        |
| スイス (Schweizer Hitparade)             | 15        |
| UK シングルス (OCC)                      | 9         |
| UK ダンス (OCC)                          | 6         |

| チャート (2001)                  | 順位 |
| -------------------------------- | ---- |
| オーストリア (Ö3 Austria Top 40) | 64   |
| ドイツ (Official German Charts)  | 55   |
| ルーマニア (Romanian Top 100)    | 7    |
| スイス (Schweizer Hitparade)     | 88   |
| UKシングル (OCC)                 | 170  |

### 発表史
| 地域           | 日付          | フォーマット                 | レーベル     | 参照   |
| -------------- | ------------- | ---------------------------- | ------------ | ------ |
| イギリス       | 2001年1月22日 | 12インチレコード CD カセット | マニフェスト | [ 72 ] |
| オーストラリア | 2001年4月9日  | CD                           | マニフェスト | [ 73 ] |

## その他のカバー
- 中国の歌手のフェイ・ウォンが広東語でこの曲をカバーした「夢中人」は彼女自身がバッキング・ボーカルを務め、ヒット・シングルとなった。この曲は彼女の1994年のアルバム『夢遊（英語版）』に収録され、また同年の映画『恋する惑星』でも使用された[74][75]。ウォンはアルバム『天空（英語版）』でこの曲の北京語バージョンである「逃避」を収録した。両バージョン共に中国メディアで人気がある[76]。
- 2018年にアメリカ合衆国の歌手のライザ・アン（英語版）がカバーした。これは後に2022年の映画『aftersun/アフターサン』の予告編で使用された。
- 2020年、 アリー・シャーロック（英語版）、キャロライン・コアー、エリカ・コーディ（英語版）、イメルダ・メイ（英語版）、リサ・ハニガン（英語版）、ロア（英語版）、モヤ・ブレナン（英語版）、オーラ・ガーランド（英語版）、ピロー・クイーンズ（英語版）、ロイシン・オー（英語版）、ルースアン（英語版）、セイント・シスター（英語版）、シベアル（英語版）、ソウレ（英語版）、ウナ・ヒーリー（英語版）、ワイヴァーン・リンゴ（英語版）らアイルランド人の女性歌手とミュージシャンで構成されるアイリッシュ・ウィメン・イン・ハーモニーがCOVID-19のロックダウン（英語版）中に著しく増加したドメスティックバイオレンス問題に取り組む慈善団体であるセーフ・アイルランドを支援するためにカバーした[77][78]。
- メキシコの歌手のイラン・カスティージョ（英語版）は姉妹のモニカ・カスティージョと共に2020年にこの曲をカバーしたミュージック・ビデオを製作し、シングルとして発表した[79]。